# Habronattus pochtecanus
Habronattus pochtecanus là một loài nhện trong họ Salticidae.
Loài này thuộc chi Habronattus. Habronattus pochtecanus được Griswold miêu tả năm 1987.